# 梅守相
梅守相（1542年—1631年），字台甫，別號春寰，南直隸寧國府宣城縣人，明朝政治人物。

## 生平
隆慶四年（1570年）庚午科舉人，萬曆十七年（1589年）己丑科進士，初除魏縣縣令，魏縣故稱難治，梅守相撫循之，充然有餘。父梅繼善卒官舍，踊擗扶櫬歸，雙足腫裂，哀感行路。起補南昌縣令，擢工部都水司主事，榷夏鎮，陳泇河利運狀，疏上方略。遷郎中，董其役，身歷塗潦，冒艱險，閱九載績成，萬曆三十二年加四品服俸，三十四年升山東按察司副使，兵備東昌，三十五年調漕儲道副使，奉敕提督七省漕儲。三十七年（1609年）加右參政，七月被巡按御史論劾閑住。天啓七年（1627年）二月，起為雲南瀾滄道右參政，崇禎元年（1628年）升廣西按察使，以久不赴任，令致仕。

## 家族
曾祖梅珎。祖父梅棖，典膳。父梅繼善，安慶府教授。子梅曆祚，壬午舉人，昌明理學，為四方所宗仰，崇祀鄉賢。弟梅守極，號斗樞，萬曆丙子舉人，知安吉州，疏濬水道十，人名曰梅溪。以艱歸，廬墓三年，起除高唐州，當行取時，弟梅守峻居銓部，引嫌量遷建寧郡丞，尋移通、冀二州，尋遷南京戶部員外郎，榷清淮稅，致仕歸。弟梅守和，官至廣西右布政使。